# Columbio
Columbio (Bayan ng Columbio) är en kommun i Filippinerna. Kommunen ligger på ön Mindanao, och tillhör provinsen Sultan Kudarat. Folkmängden uppgår till 21 698 invånare.

## Barangayer
Columbio är indelat i 16 barangayer.
| - Bantangan (Lasak) - Datablao - Eday - Elbebe - Lasak - Libertad - Lomoyon - Makat (Sumali Pas) | - Maligaya - Mayo - Natividad - Poblacion - Polomolok - Sinapulan - Sucob - Telafas |